# حشره‌خواری

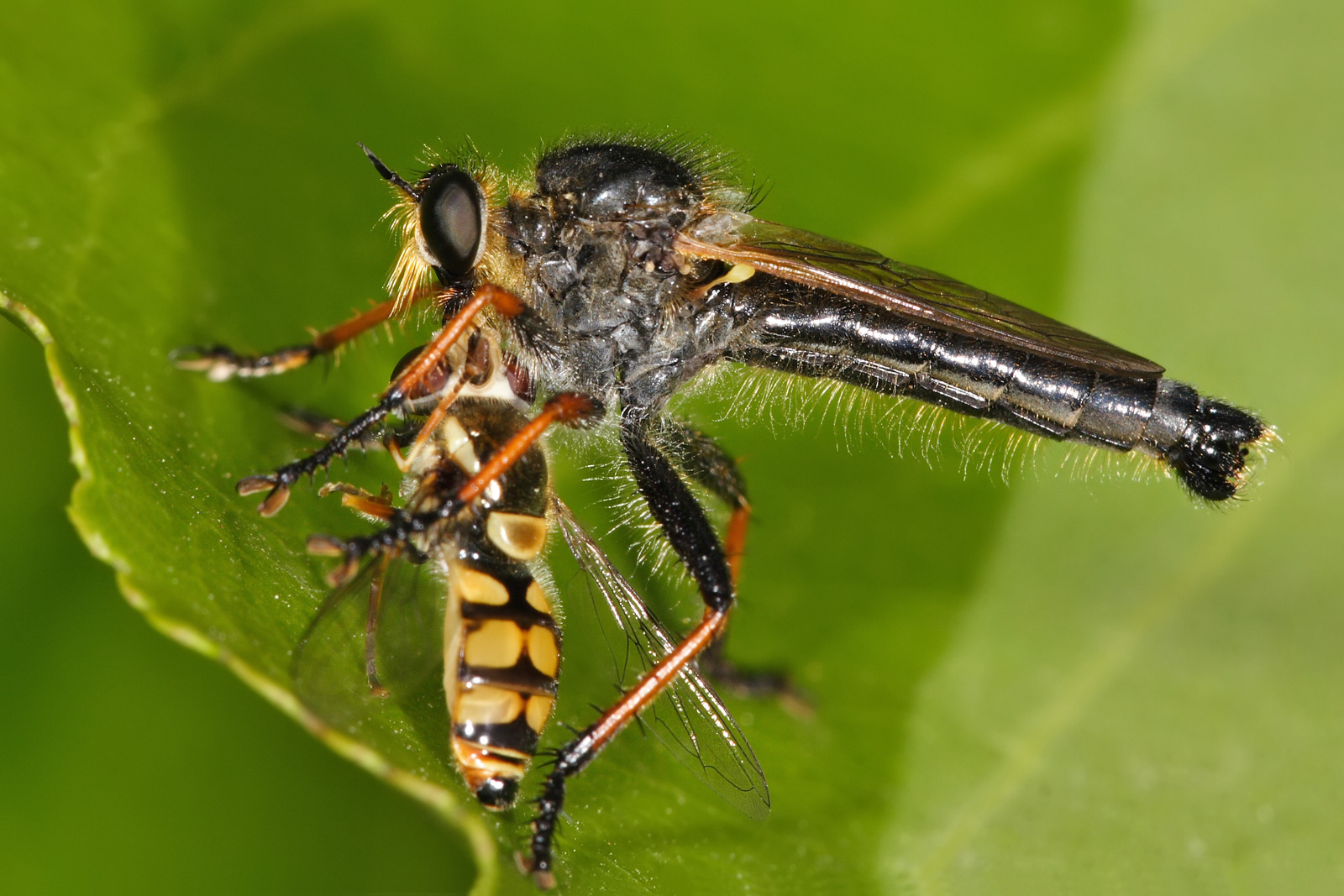
یک مگس راهزن قهوه‌ای مشغول خوردن یک مگس گلزار است

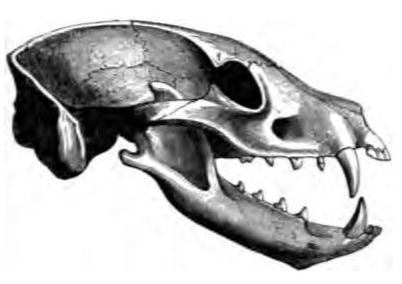
این جمجمهٔ گرگ‌کفتار خاکی نمایشگر کاهش قابل توجه دندان‌های آسیای بزرگ و جفت‌دندان‌های جانبی آن‌است. آن دندان‌ها کاربرد چندانی برای یک حشره‌خوار بزرگ در جویدن نداشته و غیر ضروری بوده‌اند. آن‌ها زندگی‌شان را با خوردن حشره‌های نرمی مانند موریانه‌ها می‌گذرانند. آرایش، ردیف و نوع دندان‌های یک حشره‌خوار بسیار متفاوت با حشره‌خوار دیگر است؛ گرگ‌کفتار از دندان‌های نیش خود در دفاع از خود و گاهی برای حفر زمین استفاده می‌کند؛ بر این اساس، دندان‌های نیش او کاهش چندانی نیافته‌است.

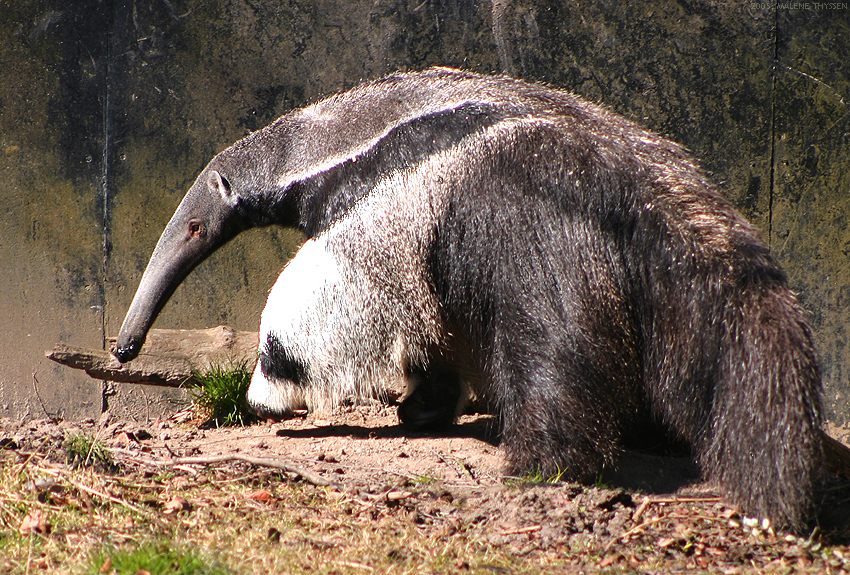
The مورچه‌خوار بزرگ، یک پستان‌دار بزرگ حشره‌خوار

حشره‌خواری (به انگلیسی: Insectivore)، یا «entomophage» یک طبقه‌بندی نوین جان‌داران است و حشره‌خوار حیوان یا گیاه گوشت‌خواری است که از حشره تغذیه می‌کند. جایگزین دیگر در انگلیسی «entomophage» است، که این یک به حشره‌خواری انسانی نیز اشاره دارد.
نخستین مهره‌داران حشره‌خوار دوزیستان بوده‌اند. زمانی که آن‌ها ۴۰۰ میلیون سال پیش فرگشت یافتند، در میان آن‌ها؛ دوزیستان ماهی‌خوار با دندان‌های مخروطی متعدد و تیز، نخستین دوزیستی بودند که در آن زمان بسیار شبیه به یک تمساحِ امروز بوده‌اند. آرایش دندان‌ها به این صورت برای خوردن حیوانات با اسکلت خارجی نیز مناسب است، بنابراین توانایی خوردن حشرات امتداد و گسترشی از ماهی‌خواری است.
در یک زمان، حشره‌خواران پستاندار از نظر نام علمیِ آرایه‌شناسی در راستهٔ پستانداران حشره‌خوار طبقه‌بندی شده‌بودند. این طبقه‌بندی در حال حاضر رها شده، زیرا همهٔ پستانداران حشره‌خوار ارتباط نزدیکی با هم ندارند. بسیاری از گونه‌های پستانداران حشره‌خوار اکنون دوباره طبقه‌بندی شده‌اند. آن‌هایی که هنوز طبقه‌بندی نشده‌اند در راستهٔ «Eulipotyphla» باقی می‌مانند.

## محیط زیست
هرچند که یک تک‌حشره به تنهایی جانور کوچکی است، تعداد آن‌ها بسیار زیاداست؛ تا سال ۱۹۵۸ بیش از یک میلیون گونه حشرهٔ توصیف‌شده وجود داشته‌است،: 1958  و برخی از این گونه‌ها در تعداد حاوی شمار بسیار بالایی هستند. بر این اساس، حشرات یک بخش بسیار گسترده‌ای از زیست‌تودهٔ جانوری غیر دریایی را؛ تقریباً در تمام محیط زیست‌های غیر قطبی، تشکیل می‌دهند. برآورد شده که زیست‌تودهٔ جهانی حشرات در منطقه «۱۰۱۲ کیلوگرم» با جمعیتی حدود «۱۰۱۸ موجود زنده» است.18.: 13 : غذای بسیاری از جانداران؛ به وجود حشرات، به عنوان رژیم اصلی غذایی آن‌ها بستگی دارد، و در بسیاری که اصلی نیست (و در نتیجه از لحاظ فنی آن‌ها حشره‌خوار نیستند)، با این وجود از حشرات به عنوان یک مکمل پروتئین؛ به ویژه زمانی که آن‌ها سرگرم پرورش نورسته‌های خود هستند، استفاده می‌کنند.

## نمونه‌ها
نمونه‌هایی از حشره‌خواران شامل انواع گونه‌های کپور، قورباغه‌ها‌ها، مارمولک‌ها (مثلاً آفتاب‌پرست)، بلبل، چلچله، اکیدنا‌ها، نامبت‌ها، مورچه‌خوار‌ها، آرمادیلو‌ها، پولک‌پوست‌ها، موریانه‌خوار‌ها، گرگ‌های خاکی، خفاش‌ها، و عنکبوت‌ها.خرس تنبل شاید بزرگترین حشره‌خوار است؛ حتی برخی از حشره‌ها هم به عنوان یک حشره‌خوار ثبت شده‌اند. نمونه‌های آن‌ها سنجاقک، زنبور سرخ، کفش‌دوزک‌ها، و آخوندک‌ها هستند.: 31  حشره‌خواری همچنین به درجات مختلف در میان نخستی‌ها، مانند مارموست‌ها در، تامارین‌ها، شبگردان هندی، شب‌دوست‌ها و آی-آی از ویژگی‌های آن‌هاست: 56–57 : ۵۶–۵۷ برخی بر این باورند که نخستی‌های آغازین حشره‌خوارهایِ شب‌زیِ درخت‌پیما بوده‌اند.

## گیاهان حشره‌خوار

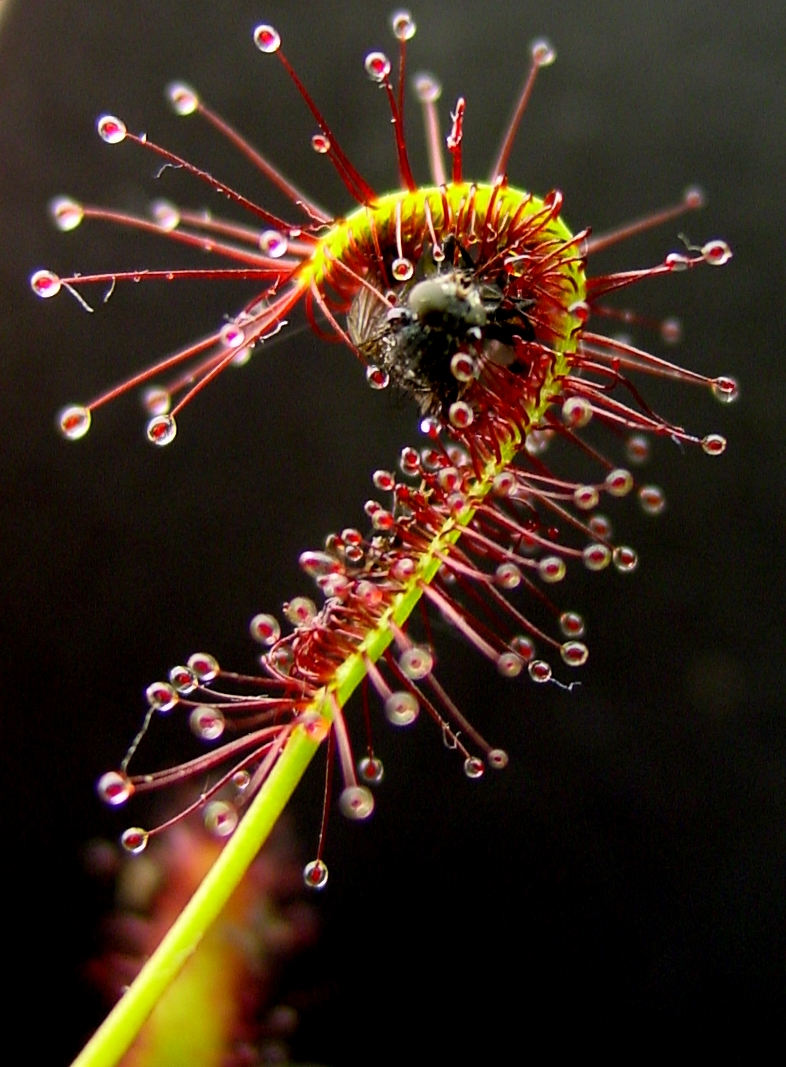
گیاه حشره‌خوار کیپ سندو (Drosera capensis) برای به دام انداختن شکار خود در حال خمیده‌شدن است.

گیاهان حشره‌خوار؛ (گیاهان گوشتخوار) گیاهانی هستند که برخی از مواد مغذی مورد نیاز آن‌ها از راه به دام انداختن و مصرف جانوران یا تک‌یاختگان فراهم می‌شود. مواد سودمندی که آن‌ها از شکار خود می‌گیرند به اندازهٔ قابل توجهی در میان گونه‌ها متفاوت است. در برخی از گونه‌ها ممکن است که آن بهره‌مندی شامل بخش کوچکی از مواد مغذی دریافتی آن‌ها باشد و در برخی دیگر ممکن است که آن منبع تأمین یک یا چند مادهٔ ریزمغذی ضروری باشد. با این حال؛ به عنوان یک قاعدهٔ کلی، چنین مواد غذایی حیوانی؛ هرچند که ارزش غذایی آن از دیدگاه نوع منبع مواد معدنی ضروری خاص، بتواند بسیار بالا و مهم باشد، هنوز نمی‌تواند به عنوان یک منبع اصلی تأمین انرژی برای گیاه محسوب شود، زیرا در گیاهان به‌طور کلی و عمدتاً، منبع اصلی تأمین انرژی از فرایند فتوسنتز فراهم می‌شود.: 14 
گیاهان حشره‌خوار می‌توانند موادی از حشرات و دیگر جانورانی که به ترتیبی گرفتار آمده‌اند را جذب و مصرف کنند؛ هرچند که بسیاری از گونه‌هایی که این مواد غذایی بخش مهمی از نیاز مصرفی آن‌ها را تشکیل می‌دهد به‌طور خاص، و اغلب به گونهٔ چشمگیری خود را برای ایجاد و استفاده از چنین فرصتی، و حفظ و نگهداری و جذب آن، به اندازهٔ کافی آماده کرده‌اند. جانوران طعمه؛ به‌طور معمول اما نه منحصراً، شامل حشره‌ها و دیگر بندپایان می‌شوند. گیاهانی که به مواد غذایی حیوانی تکیهٔ بیشتری دارند؛ با اقتباس و استفاده از انواع مکانیزم‌ها، از آن‌ها برای تأمین نوعی امنیت و نگهداری طعمهٔ خود بعد از شکار استفاده می‌کنند؛ مانند ایجاد چاله (گودال سرپوشیده)، سطوح چسبناک، ماشه‌ای که با مو کشیده شود، تلهٔ علف‌انبانی، گیرانداختن، خزدارسازی سطوح، مکانیزم تلهٔ گلدان خرچنگ ۱۴–۱۷. گیاهان حشره‌خوار که به عنوان گیاهان گوشتخوار نیز شناخته شده‌اند، به نظر می‌رسد که خود را از این راه به رشد در جاهایی که در آن خاک کم‌عمق است یا از نظر مواد مغذی، به ویژه نیتروژن، دچار کمبود باشد؛ مانند باتلاق‌های اسیدی (گیلاب‌ها) و برون‌زد‌های سنگی، سازگار کرده‌باشند.: 14–17  ۱۳: 13 
گیاهان حشره‌خوار شامل ونوس مگس‌خوار، انواع مختلفی از گیاهان کوزه‌ای، باترورت‌ها، با ساندیو‌ها (جوزرا)، بلدرورت‌ها، آلدرواندا وسیکلوسا‌ها، به brocchinia و بسیاری از آناناسیان می‌شود. این لیست البته با یک لیست کامل فاصلهٔ زیادی دارد، و برخی از گیاهان، از جمله گونه‌های روری‌جولا (Roridula)، در بهره‌برداری از موجودات طعمه به‌طور عمده از رابطهٔ متقابل با دیگر موجودات، مانند جان‌داران مقیم خود که می‌توانند به هضم طعمه کمک کنند استفاده می‌کنند. به‌طور خاص موجودات طعمه نیاز نیتروژنی گیاهان گوشت‌خوار را برآورده می‌کنند، اما آن‌ها همچنین منبع مهم مواد معدنی مختلف دیگر قابل محلول در آب، مانند پتاسیم و عناصر کمیاب در محیط‌هایی که آن گیاهان در آن زندگی می‌کنند هستند. این شیوه یک مزیت قطعی بر سایر گیاهان در زمین‌های کمتر حاصل‌خیزاست، در حالی که در خاک غنی و سرشار از مواد مغذی؛ آن‌ها ناچار به رقابت و مواجهه با اخراج شدن توسط گیاهان سازگار و آشنا به رشد تهاجمی هستند که در آن تأمین مواد مغذی محدودیت اصلی است.: 13 
این گیاهان؛ با توجه به این که آن‌ها این توانایی را دارند که هر جاندار به دام‌افتاده و قابل هضم‌وجذبی را به مصرف برسانند، از دیدگاه دقیق فنی تنها حشره‌خوار نیستند، ولی با این حال تمایز و تفاوت چندان و قابل توجهی هم میان گوشت‌خواری و حشره‌خواری گیاهان وجود ندارد، چرا که بسیاری از جاندارانی که در درجهٔ اول حشره‌خواری قرار دارند منحصراً حشره‌خواری نمی‌کنند. بیشتر آن‌هایی که منحصراً چنین رژیم محدودشده‌ای دارند، مانند زنبورهای انگل و زنبورهای شکاری، تخصصی در بهره‌برداری از «گونهٔ خاصی» از حشرات پیدا کرده‌اند و نه به‌طور کلی در مصرف هرگونه از حشرات. در واقع، بیشتر آخوندکان بزرگ‌تر و عنکبوت‌ها این تخصص را یافته‌اند، انواع درشت‌تر گیاهان کوزه‌ای به عنوان مصرف‌کننده (تغذیه‌کننده) مهره‌داران مانند جوندگان کوچک و مارمولک‌ها شناخته شده‌اند: 13 : 13 چارلز داروین نخستین نویسندهٔ رساله در بارهٔ گیاهان گوشتخوار شناخته شده؛ رساله‌ای که او در سال ۱۸۷۵ نوشت.